# 개굴닌자
개굴닌자(ゲッコウガ 겟코우가[*])는 포켓몬스터 시리즈에 등장하는 가공의 캐릭터(몬스터)이다.
| 이름     | 이름       | 이름              | 도감번호            | 성비                      |
| 한국어   | 일본어     | 영어              | 도감번호            | 성비                      |
| 개구마르 | ケロマツ   | Froakie           | 전국 656 칼로스 007 | 수컷 : 87.5% 암컷 : 12.5% |
| 개굴반장 | ゲコガシラ | Frogadier         | 전국 657 칼로스 008 | 수컷 : 87.5% 암컷 : 12.5% |
| 개굴닌자 | ゲッコウガ | Greninja          | 전국 658 칼로스 009 | 수컷 : 87.5% 암컷 : 12.5% |
| 포켓몬   | 타입       | 분류              | 신장                | 체중                      |
| 개구마르 | 물         | 거품개구리 포켓몬 | 0.3m                | 7.0kg                     |
| 개굴반장 | 물         | 거품개구리 포켓몬 | 0.6m                | 10.9kg                    |
| 개굴닌자 | 물 / 악    | 시노비 포켓몬     | 1.5m                | 40.0kg                    |

| 특성      |                                                                               |
| 급류      | 체력이 1/3 아래로 떨어지면 물 타입 기술의 위력이 상승한다.                    |
| *변환자재 | 기술을 사용하면 그 기술의 타입으로 변한다.                                    |
| *유대변화 | 상대 포켓몬 1마리를 기절시키면 지우 개굴닌자로 변신한다. 물수리검이 강해진다. |

### 설계와 특징
개구마르의 최종 진화형이다. 포켓몬 도감에서는 "물을 압축하여 수리검을 만들어 날려 공격한다. 그 위력은 어떤 금속이라도 전부 두 동강이 난다."라고 소개된다.

## 등장

### 비디오 게임
물수리검이라는 전용기술을 가진다. '포켓몬스터 썬·문' 체험판을 플레이할 시 이후 특성이 유대변화인 개굴닌자를 배포받을 수 있으며, '포켓몬스터 울트라썬·울트라문'에서는 '섬 스캔' 기능을 사용할 시 포니들판에서 출현한다.
포켓몬스터 소드·실드 이후 게임에서 개굴닌자를 데려 올 수 없게 된다.
포켓몬 유나이트라는 게임에 출현한다.5레벨 때 개굴반장으로 진화하고,7레벨 때 개굴닌자로 진화한다.
슈퍼 스메시 브라더스 얼티밋에서 개굴닌자로 싸울 수 있다.

## 애니메이션
《포켓몬스터 XY》 극장판 파괴의 포켓몬과 디안시에서 닌자 라이어트의 포켓몬으로 등장한다.
《포켓몬스터 XY》 52화에서 삼평의 개굴반장이 개굴닌자로 진화하여 등장한다.
《포켓몬스터 XY》 99화에서 지우의 개굴반장이 개굴닌자로 진화하였다. 닌자마을에 침입한 도적들의 보스의 포켓몬 절각참과 싸우던 도중 지우와 개굴닌자의 마음이 하나가 되어 유대진화를 해서 지우개굴닌자로 모습이 바뀐다.
지우의 물타입 스타팅 포켓몬 중에서 유일하게 최종단계까지 진화하였다. 이전까지는 절대 진화하지 않는 징크스가 있었다.
지우가 시리즈별로 가장 처음 얻은 포켓몬 중 유일하게 최종 진화형 기준으로 비행타입이 아니라 물타입 포켓몬이다.
지우가 칼로스지방에서 처음으로 잡은 포켓몬. 성우는 우에다 유우지/신용우. 수컷이며 원래 플라타느 박사의 연구소에서 처음으로 건네받는 포켓몬 중 한마리였는데, 성격이 워낙 독특하고 별나서 자기 멋대로 행동하며 트레이너의 말을 안 들을 때도 있기 때문에 많은 트레이너들이 연구소에 놓아주겠다는 연락을 하기도 하며, 트레이너의 품에서 몰래 도망쳐 나오기도 하였다. 그러나 1화에서 로켓단과의 배틀에서 용서하지 못한다고 하고 2화에서 폭주하는 한카리아스를 자진해서 구하려고 하는 것과 3화에서 데덴네에게 주려고 한 나무열매를 가로채간 화살꼬빈을 공격하는 등 정의감이 투철하다.
또한 유리카가 볼로 부비부비를 할 때 얼굴을 붉히고 여자에 약한 듯이 부끄러운 모습을 보이기도 한다. 13화에서 어떤 님피아에게 헤롱헤롱과 드레인키스로 패배한 것으로 인해 님피아에게 까칠하게 대하는 등 자존심이 강한 듯한 모습을 보이기도 한다.
《포켓몬스터 XY》17화에서 삼평이라는 닌자 소년의 포켓몬으로 등장하며, 지우의 개구마르와의 배틀에서 승리하고 트레이너와 같이 개구마르에게 전광석화를 익히게 하였으나 개구마르가 로켓단과의 배틀에서 그림자분신을 익히고 말았다. 그 이후로 삼평의 개굴반장은 다음에 봤을 때 개굴닌자로 진화하고 있었다.
《포켓몬스터W》의 108화에 지우의 개굴닌자가 등장하고, 루카리오랑 특훈을 하였다.

## 진화 전 형태
개구마르(Froakie, 일본어: ケロマツ 케로마츠[*])와 개굴반장(Frogadier, 일본어: ゲコガシラ 게코가시라[*])의 분류는 거품개구리포켓몬이다. 풀타입의 도치마론, 불꽃타입의 푸호꼬와 함께 6세대 작품군의 스타팅 포켓몬으로 분류된다.

## 인기
포켓몬스터 XY가 나왔던 2016년에 포켓몬 전체 인기투표 1위를 할만큼 개굴닌자의 인기가 굉장했다.